# Crass Records
Crass Records ist ein 1979 von der britischen Anarcho-Punk-Band Crass gegründetes Plattenlabel.

## Geschichte
Vor der Gründung von Crass veröffentlichten Penny Rimbaud und Gee Vaucher ihre kreativen Arbeiten auf ihrem eigenen Label Exitstencil Press. Nachdem es zwischen der neugegründeten Band Crass und ihrem Plattenlabel Small Wonder Records zu mehreren Konflikten gekommen war, entschied die Band 1978, ein eigenes Label zu gründen. Die Streitigkeiten zwischen der Band und Small Wonder Records wurden durch die Weigerung eines irischen Presswerkes, das Debütalbum der Band herzustellen, da der Song Asylum blasphemische Inhalte beinhaltete, ausgelöst.
Die erste, nicht unter dem Namen Crass erschienene Veröffentlichung des Labels war die Single You Can Be You von Honey Bane. Weitere, oft politisch ähnlich wie Crass ausgerichtete Künstler wie Flux of Pink Indians, MDC, Captain Sensible, The Cravats, Conflict, KUKL (der u. a. auch Björk angehörte) oder Poison Girls veröffentlichten ihre Arbeiten auf dem Label.
Neben Alben und Singles der oben genannten Bands erschienen außerdem drei verschiedene Editionen der Kompilation Bullshit Detector, auf der Demoaufnahmen, die der Band gesandt wurden, gesammelt wurden. Crass Records pflegte eine eigene Corporate Identity: Die auf dem Label erschienenen Alben waren meist günstig, auf vielen fungierte Penny Rimbaud als Produzent und John Loder als Toningenieur. Die meisten der Veröffentlichungen wurden in den Southern Studios aufgenommen, für das Albumdesign war Gee Vaucher verantwortlich.
Die Katalognummern der erschienenen Alben waren als Countdown zum Jahr 1984 zu sehen (zum Beispiel „521984“ bedeutete „fünf Jahre bis 1984“), das Jahr, in dem die Band schon bei ihrer Gründung beschlossen hatte, sich aufzulösen. Crass wählten das Jahr 1984 aufgrund des Romans 1984 von George Orwell.
1982 gründeten einige der Mitglieder von Crass das Label Corpus Christi Records, auf dem die Werke von Künstlern, die nicht in das anarchistische Rollenbild von Crass Records passten, veröffentlicht wurden.

## Künstler
| - Crass - Poison Girls - Dirt - KUKL - Hit Parade - Penny Rimbaud | - D & V - Honey Bane - Zounds - Flux of Pink Indians - Annie Anxiety - Snipers | - Captain Sensible - The Mob - Rudimentary Peni - The Cravats - T, Andy - Alternative | - Anthrax - Omega Tribe - Sleeping Dogs - MDC - Jane Gregory - Lucky 7 |